# Gavarret-sur-Aulouste
Gavarret-sur-Aulouste – miejscowość i gmina we Francji, w regionie Oksytania, w departamencie Gers.
Według danych na rok 1990 gminę zamieszkiwało 121 osób, a gęstość zaludnienia wynosiła 14 osób/km² (wśród 3020 gmin regionu Midi-Pyrénées Gavarret-sur-Aulouste plasuje się na 942. miejscu pod względem liczby ludności, natomiast pod względem powierzchni na miejscu 1196.).